# Grazoprevir

Struttura chimica del farmaco

Grazoprevir  è un farmaco approvato per il trattamento dell'epatite C. È stato sviluppato da Merck & Co. e ha completato gli studi di fase III, in combinazione con Elbasvir (l'inibitore del complesso di replicazione NS5A) sotto il nome commerciale Zepatier, sia con o senza ribavirina.
Grazoprevir è un inibitore della proteasi di HCV-1 di seconda generazione che agisce sulle proteasi NS35 / 4A . Ha una buona attività contro una serie di varianti genotipiche HCV, tra cui alcune resistenti ai farmaci antivirali attualmente utilizzati.

## Effetti collaterali
Gli effetti collaterali sono stati valutati solo in combinazione con elbasvir, quelli comuni includono: sensazione di stanchezza, nausea, riduzione dell'appetito e mal di testa. In alcuni casi, con somministrazione concomitante di ribavirina, si è verificata una bassa conta dei globuli rossi. I rischi più importanti sono l'aumento delle transaminasi dell'alanina, l'iperbilirubinemia, lo sviluppo di resistenza ai farmaci e le interazioni farmacologiche.

## Interazioni
Grazoprevir è trasportato dalle proteine vettrici SLCO1B1 e SLCO1B3. I farmaci che inibiscono queste proteine, come la rifampicina, la ciclosporina e un certo numero di farmaci per la cura dell'HIV/AIDS (atazanavir, darunavir, lopinavir, saquinavir, tipranavir, cobicistat) possono causare un significativo aumento dei livelli plasmatici nel sangue di grazoprevir. La sostanza è degradata dall'enzima epatico CYP3A4. La combinazione con farmaci che inducono questo enzima come efavirenz, carbamazepina o iperico può portare a livelli plasmatici inefficaci di grazoprevir. La combinazione con inibitori del CYP3A4 può aumentarne i livelli plasmatici.

## Farmacologia

### Meccanismo d'azione
Grazoprevir blocca NS3, una serin-proteasi di cui il virus ha bisogno per dividere la sua poliproteina nelle proteine funzionali del virus e nel NS4A, un cofattore di NS3.

### Farmacocinetica
Grazoprevir raggiunge il picco di concentrazione plasmatica due ore dopo l'assunzione orale insieme all'elbasvir (variabilità tra pazienti: da 30 minuti a tre ore). Nei pazienti con epatite C lo stato stazionario viene raggiunto dopo sei giorni circa. Il legame delle proteine plasmatiche è del 98,8%, principalmente all'albumina e all'alfa-1-acido glicoproteina. Parte della molecola è ossidata nel fegato, in gran parte con l'enzima CYP3A4. L'emivita è di 31 ore in media. Oltre il 90% viene escreto attraverso le feci e meno dell'1% attraverso l'urina.